# Ulrich Dirnagl

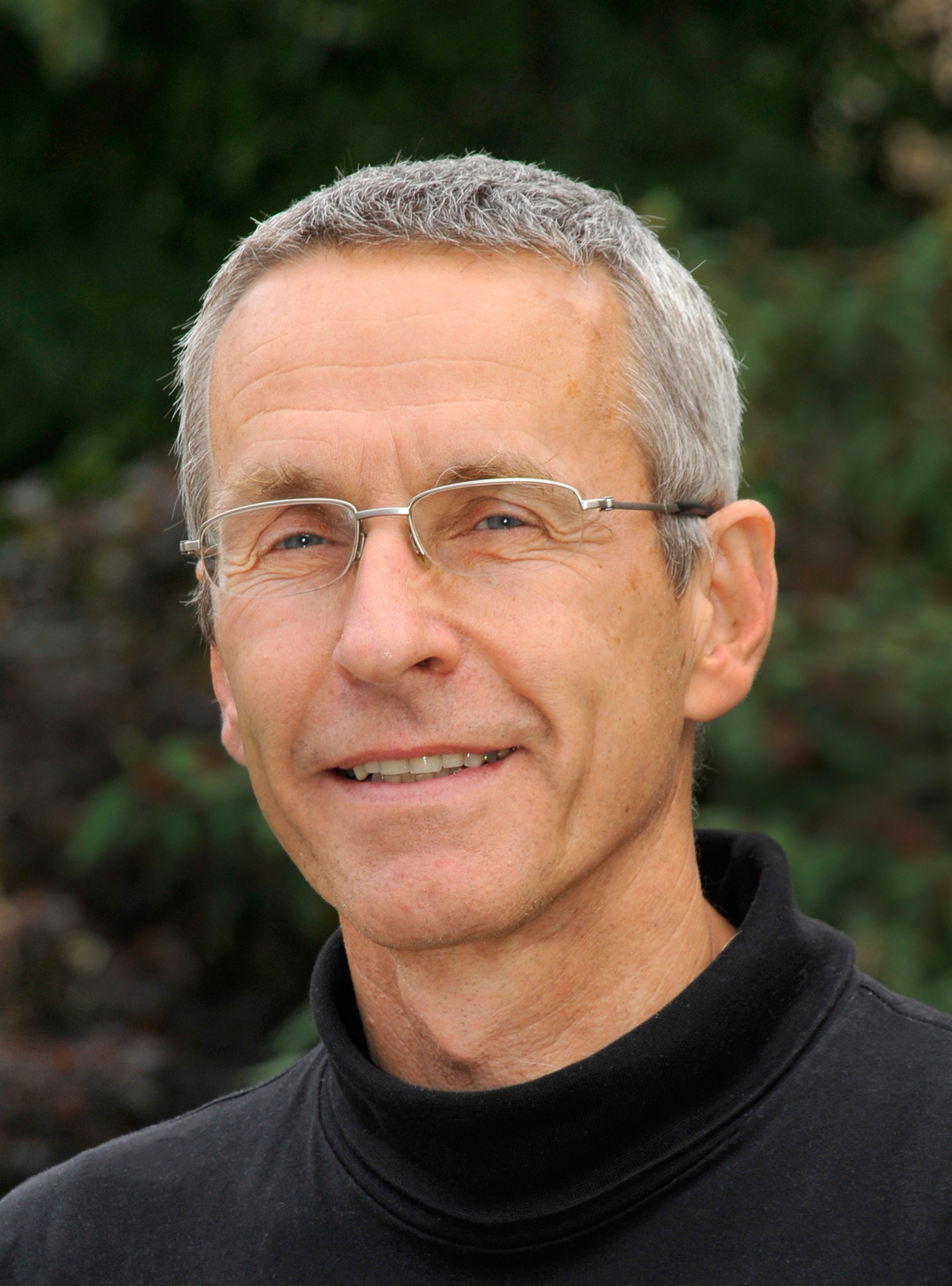
Ulrich Dirnagl (2015)

Ulrich Dirnagl (* 9. August 1960 in München) ist ein deutscher Neurologe. Seit 2017 ist er Gründungsdirektor des QUEST Centers for Responsible Research am Berlin Institute of Health.

## Leben
Ulrich Dirnagl absolvierte von 1980 bis 1988 ein Studium der Medizin an der Ludwig-Maximilians-Universität München (LMU) und arbeitete dort als wissenschaftlicher Mitarbeiter in der Abteilung für Neurologie. In dieser Zeit entstand seine Promotion zum Thema „Ätiologie und Signifikanz der 0.5-2 / Minute Oszillationen des Hirndruckes“ die von Karl Max Einhäupl betreut wurde.
Zwischen 1988 und 1989 forschte er an der Cornell University in den Vereinigten Staaten und kehrte im Anschluss daran nach München zurück, wo er als wissenschaftlicher Assistent an der neurologischen Klinik der Universität München arbeitete. 1993 erfolgte ein Umzug nach Berlin, wo er als Oberarzt der Neurologischen Klinik an der Charité arbeitete. In dieser Zeit begann er mit dem Aufbau eines Forschungslabors „Experimentelle Neurologie“ dessen Schwerpunkt es sein sollte, eine Brücke zwischen der Grundlagenforschung in den Neurowissenschaften auf der einen und der klinischen Neurologie auf der anderen Seite darzustellen.
Seine Habilitation für experimentelle Neurologie erfolgte im Dezember 1993 an der LMU. 1999 wurde mit Hilfe der Herrmann und Lilly Schilling Stiftung für Medizinische Forschung die Abteilung für Experimentelle Neurologie an der Berliner Charité gegründet und ein Lehrstuhl für Experimentelle Neurologie eingerichtet, der mit Ulrich Dirnagl besetzt wurde. Die Abteilung für Experimentelle Neurologie wurde bis Mai 2022 von ihm geleitet. Darüber hinaus ist Ulrich Dirnagl in einer Vielzahl von Initiativen und Programmen aktiv. Seit 2017 analysiert er im Laborjournal in der monatlich erscheinenden Kolumne „Einsichten eines Wissenschaftsnarren“ auf kritische Weise das Wissenschaftssystem.

## Forschungsschwerpunkte
Auf dem Gebiet der experimentellen Neurologie liegen die Forschungsschwerpunkte von Ulrich Dirnagl auf folgenden Gebieten:
- Physiologie und Pathophysiologie der Regulation des zerebralen Blutfluss
- Pathologie des Schlaganfalls
- Hirnbildgebung

Ein weiterer Schwerpunkt in der Arbeit von Ulrich Dirnagl liegt in der Untersuchung der Forschung selbst (Meta-Forschung), insbesondere der Schlaganfallforschung. Hierbei versucht er die Frage zu beantworten, weshalb vielversprechende Ergebnisse der Grundlagenforschung sich nur selten in Klinischen Studien reproduzieren lassen, eine Voraussetzung um zukünftig betroffenen Patienten von Nutzen zu sein. In einer Reihe von Veröffentlichungen argumentiert er, dass mangelnde Qualitätsstandards in der Grundlagenforschung, z. B. fehlende Randomisierung und Verblindung, zu geringe Stichproben, eine unzureichende Dokumentation, aber auch die Schwierigkeit, Ergebnisse zu publizieren, die die ursprüngliche Hypothese nicht bestätigen, einer erfolgreichen Translation im Wege stehen.

## Funktionen und Mitgliedschaften
- 1993–1999: Direktor des Labors für Experimentelle Neurologie, Charité[10]
- 1999–2022: Direktor der Abteilung für Experimentelle Neurologie, Charité
- seit 1999: Stellvertretender Direktor Neuroscience Center, Charité
- 2001–2016: Programm Direktor des Internationalen Master-MD und PhD Programms Medical Neurosciences[11]
- 2005 bis 2007: Sprecher des Sonderforschungsbereich SFB5007 „Die Bedeutung nicht-neuronaler Zellen bei neurologischen Erkrankungen“ der Deutschen Forschungsgemeinschaft
- 2006–2008: Mitglied und Mitglied des Steuerungskomitees des Berlin-Brandenburger Centrum für Regenerative Therapien (BCRT)
- 2006–2012: Mitglied des Bewilligungsausschusses für die Graduiertenkollegs der Deutschen Forschungsgemeinschaft
- seit 2007: Mitglied, Mitglied des Direktoriums und Klinischer Koordinator des NeuroCure Excellenclusters
- 2007–2012: Generalsekretär der Neurowissenschaftlichen Gesellschaft
- 2008–2018: Gründungsdirektor des Centrum für Schlaganfallforschung Berlin[12]
- 2008–2013: Koordinator Affording Recovery in Stroke (ARISE), Koordinator des European Stroke Network[13]
- 2009–2016: Editor in Chief, Journal of Cerebral Blood Flow and Metabolism[14]
- 2013–2017: Klinischer Koordinator des Deutschen Zentrums für Neurodegenerative Erkrankungen
- 2013–2016: Mitglied des Beratergremiums der Stiftung Wings for Life[15]
- 2015: Mitbegründer und Koordinator von SPARK-Berlin (gemeinsam mit Craig Garner)[16]
- 2017–2022: Visiting Professor University of Oxford[17]
- seit 2017: Gründungsdirektor des QUEST (Quality | Ethics | Open Science | Translation) Center for Responsible Research, Berliner Institut für Gesundheitsforschung[18]
- seit 2018: Gewähltes Mitglied der Academia Europaea[19]

## Stipendien und Auszeichnungen
- 1993: Verleihung des Gerhard Hess Preises der Deutschen Forschungsgemeinschaft[10]
- 1995–1999: Heisenberg-Stipendium der Deutschen Forschungsgemeinschaft[10]
- 2016: Verleihung des Thomas Willis Lecture Award, American Heart Association[20]
- 2016: Verleihung des Berliner Wissenschaftspreises[21]
- 2017: Verleihung des Münster Heart Center Lecture Award, Stiftung Herzzentrum Universitätsklinikum Münster[22]

## Schriften (Auswahl)
- hrsg. mit Bernd Elger: Neuroinflammation in Stroke. Springer, Belin 2004, ISBN 3-540-40348-5.
- (Hrsg.) Rodent Models of Stroke. Humana Press, Totowa 2010, ISBN 978-1-60761-749-5; 2. Auflage: Human Press, New York 2016, ISBN 978-1-4939-5618-0.
- mit Jochen Müller: Ich glaub, mich trifft der Schlag: Warum das Gehirn tut, was es tun soll, oder manchmal auch nicht. Droemer, München 2016, ISBN 978-3-426-27679-2.